# Apple A12
El Apple A12 Bionic es un chip (SoC) basado en la arquitectura ARM de 64 bits diseñado por Apple, Inc. Está integrado en el iPad (8ª generación), iPad Air (3ª generación), iPad Mini (5ª generación), y en los iPhone XS, XS Max y XR, lanzados el 12 de septiembre de 2018. Consta de dos núcleos de alto rendimiento, cuatro núcleos de alta eficiencia y un controlador de alto rendimiento, que reparte las tareas de forma dinámica. Posee un total de seis núcleos

## Diseño
El A12 incorpora un CPU de seis núcleos de 64 bits, con dos núcleos de alto rendimiento a 2.11 GHz, es llamado Vortex. Los cuatro núcleos dedicados a la eficiencia energética del sistema son llamados Tempest. Además se incorpora al chip una unidad GPU de cuatro núcleos, con un 50% de mejora en rendimiento gráfico que su predecesor, el Apple A11.
El A12 incluye un sistema que Apple llama «motor neuronal». Este hardware de red neuronal tiene ocho núcleos y puede realizar hasta 5 billones de operaciones por segundo. El chip es fabricado por la compañía taiwanesa TSMC, contiene 6.9 mil millones de transistores. El tamaño del A12 es 83.27 mm², 5% más pequeño que el chip anterior, el Apple A11 Es fabricado con un método de empaquetado de circuitos integrados llamado PoP (package on package), junto con 4 GB de LPDDR4X de memoria en el iPhone XS y el xMax, y 3 GB de LPDDR4X de memoria en el iPhone XR.[cita requerida] El  conjunto de instrucciones de ARMv8.3 soporta una importante mejora en la seguridad de la autenticación, lo que mitiga técnicas de explotación, daños en la memoria y otras técnicas de explotación mediante programación.

## Características
Con la introducción de una unidad dedicada al procesamiento gráfico en el chip A11, la versión A12 provee mejoras en áreas como video en formato 4K a 60fps, además de grabar video en slow-motion a 1080p con 240fps. Otra de las ventajas del paso a chips de 7nm es la batería, sin embargo, en MacWorld señalan que esto no afectará a los dispositivos iPhone, porque la batería se ve más afectada por la señal de celular, conexión WiFi, almacenamiento y tiempo de uso, que del tamaño del chip. El A12 es el primer chip de 7nm junto con el Kirin 980 de Huawei. Con la mejora de velocidad en las apps en general, se añade el avance en aplicaciones con aprendizaje automático, que responden más rápido. Cosa que no sería posible en chips de las anteriores generaciones.

## Dispositivos que contienen el Apple A12
- iPhone XR
- iPhone Xs
- iPhone Xs Max
- iPad Air 3
- iPad Mini 5
- iPad 8º Gen
- Apple TV 4K 5º Gen (2021)